# 戶出站
戶出站 （日语：／ Toide eki */?）是隸屬於西日本旅客鐵道（JR西日本）的鐵路車站，座落於富山縣高岡市，是未合併入高岡市前的戶出町中心車站，因此擁有相對較多的客量。

## 車站結構

### 站房

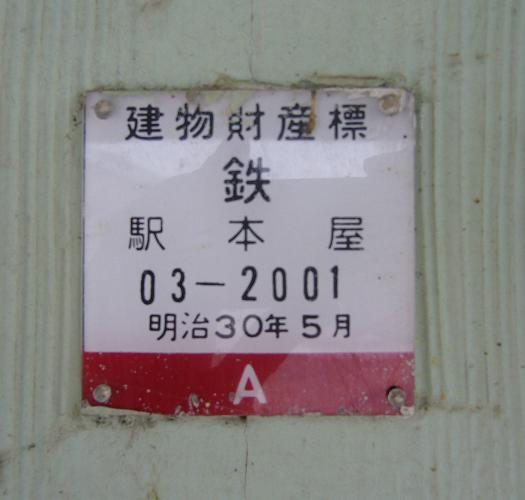
站房內的「建物財産標」。

設有木製兩層站房1座，乃開業時所興建並一直使用至今，在站房內設置了民營化後JR西日本為車站設備點算時所安置的「建物財産標」，顯示興建日期為「明治30年5月」（1897年5月），與車站開業年份相同，現時已被列為富山縣近代歷史遺產。另一方面，本站站房是在路線通車前約半年就已經建成及使用，可以說是整條城端線中最古老的部份。
現時一般乘客能使用的設施均設於地下，二樓部份不對外開放。正門設於站房中央位置，進站後，左側為候車室，於兩旁及中央部份設有座椅，最盡頭部份則長時間放置了數張長檯，是用作「接觸市場」（ふれあい巿場），每星期有一天都會在候車大堂內售賣戶出町的農產品，另外候車大堂內亦有放置戶出町旅遊相關的單張架和展示櫃。右側為售票窗口及驗票窗口，現時由地方自治團體聘請職員負責售賣單程票事宜。其餘站務室的部份則只作內部用途。
每年的「戶出七夕祭」期間，車站站房都會和戶出町內的街道一樣，掛滿了各樣彩色的七夕裝飾物。

### 月台
設有側式月台2座。是一個可供列車交換的車站，兩側月台以行人天橋連接。最初的鋼製天橋因第二次世界大戰時因徵用作金屬材料而被拆去，戰後，在居民的請願下，得以重新搭建。
兩邊的有效長度皆為5輛。主要候車用台部份均設有上蓋或候車小屋。

### 月台配置
| 月台   | 路線    | 方向 | 目的地                              | 備註                     |
| ------ | ------- | ---- | ----------------------------------- | ------------------------ |
| 站房側 | ■城端線 | 上行 | 高岡、經■愛之風富山鐵道線往富山方向 | 直通富山的列車於假日停開 |
| 反對側 | ■城端線 | 下行 | 城端方向                            |                          |

## 歷史
- 1896年10月10日：通車前半年，站房已建成[3] 。
- 1897年5月4日：中越鐵道本站～福野間開業，本站為中途站[4][5]。
- 1920年9月1日：中越鐵道國有化，改為鐵道省管理，路線改為國鐵「中越線」[6]。
- 1942年8月1日：線路改稱「城端線」[7]。
- 1954年12月15日：跨月台行人天橋完成重新修建[3]。
- 1969年10月1日：修訂營業範圍，取消手提貨物提取[8]。
- 1970年10月1日：修訂營業範圍，取消貨運列車提取車站[9]。
- 1974年10月1日：修訂營業範圍，定為旅客及貨物提取車站[10]。
- 1984年2月1日：修訂營業範圍，取消貨物提取[11]。
- 1987年：

- 3月31日：修訂營業範圍，增設手提貨物提取服務（但只限報紙）。
- 4月1日：日本國鐵分割民營化，車站的營運由JR西日本繼承。

- 2001年7月1日：簡易委託化[13]。

## 利用人數
| 推算乘車人員 | 推算乘車人員 | 推算乘車人員 |
| 年度         | 1日平均人數  |              |
| ------------ | ------------ | ------------ |
| 2004年       | 889          |              |
| 2005年       | 871          |              |
| 2006年       | 828          |              |
| 2007年       | 825          |              |
| 2008年       | 836          |              |
| 2009年       | 816          |              |
| 2010年       | 844          |              |
| 2011年       | 829          |              |
| 2012年       | 835          |              |
| 2013年       | 820          |              |
| 2014年       | 787          |              |
| 2015年       | 870          |              |
| 2016年       | 908          |              |
| 2017年       | 901          |              |
| 2018年       | 878          |              |

## 相鄰車站
西日本旅客鐵道
■城端線
■觀光列車「瑰麗山海號」
通過
■普通
林－戶出－油田

## 外部連結
- JR西日本戶出站公式網頁。 （页面存档备份，存于）（日語）